# Wurzenpass
Wurzenpass of Korensko sedlo is een bergpas op 1073 meter hoogte in de Alpen, gelegen bij de grens tussen Karinthië in Oostenrijk en Slovenië. De pas verbindt het dorp Furnitz bij de stad Villach in Oostenrijk met het dorp Podkoren in Slovenië en ligt in de bergketen de Karawanken. Aan de Oostenrijkse kant is er een stuk van zo’n 600 meter met een hellingsgraad van achttien procent. De pasweg is daarom verboden voor auto's met aanhangwagen of caravan. In de haarspeldbocht voor dit steile gedeelte is een noodstopstrook aangelegd. Aan beide kanten van dit steile stuk staan borden met het advies om terug te schakelen naar een lagere versnelling. De pasweg is in het jaar 1734 verhard.
Direct aan de Oostenrijkse kant van de bergpas bevindt zich een café en aan de Sloveense kant van de pas is een winkel met onder meer parfum, kleding en sigaretten. Aan beide kanten van de grens zijn gebouwen en faciliteiten van de douane. De volgende bergpas waar gemotoriseerd verkeer de Karawanken kan passeren tussen Oostenrijk en Slovenië is de meer dan dertig kilometer oostelijker gelegen Loiblpas (Ljubelj).
Aan de Oostenrijkse kant is tijdens de Koude Oorlog vanaf 1963 een groot geheim militair complex gebouwd. Drie jaar nadat de militairen zijn vertrokken is in het jaar 2005 een bunkermuseum geopend. In het jaar 2009 is bij kilometerpaal zeven aan de Oostenrijkse kant een oude Sovjettank type T-34 geplaatst.
Tot aan de opening van de Karawankentunnel in 1991 vormde de pas een belangrijke doorgaande verbinding tussen de Oostenrijkse Bundesstrasse 109 en de Sloveense regionale weg 201.

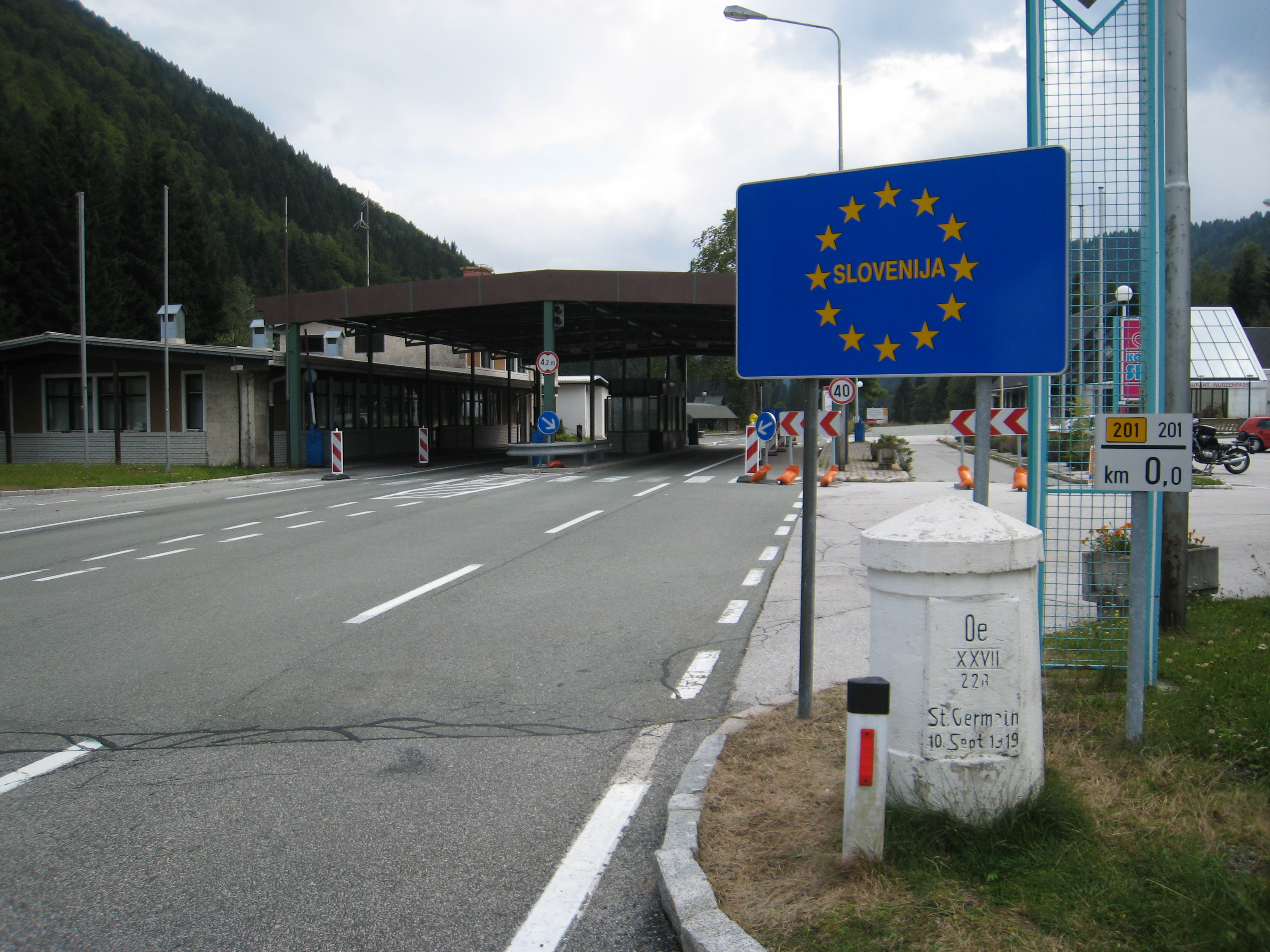
Richting Slovenië
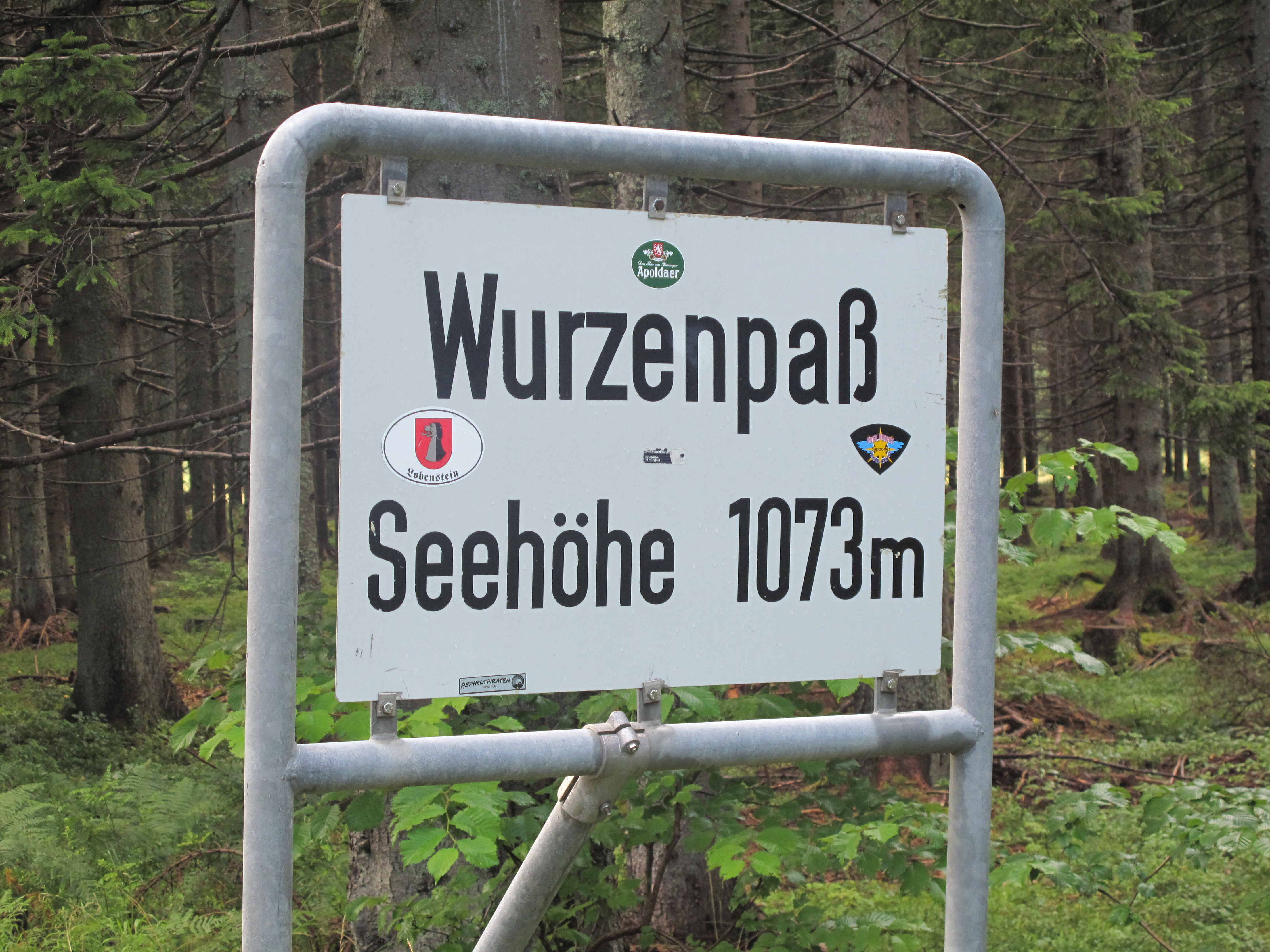
Wurzenpass, bordje bergpas
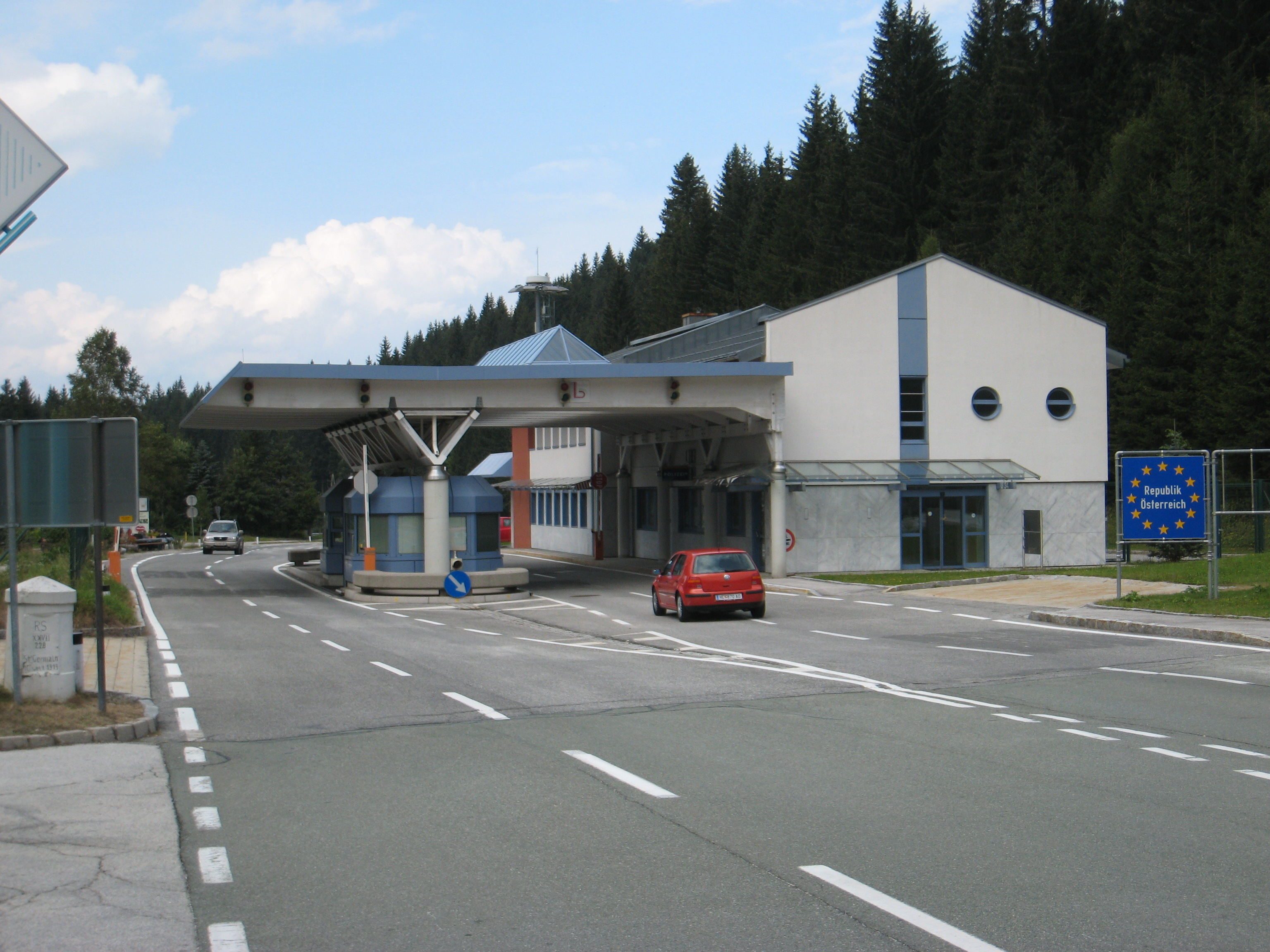
Richting Oostenrijk